# India Song
India Song é um filme de drama francês de 1975 dirigido e escrito por Marguerite Duras. Foi selecionado como represente da França à edição do Oscar 1976, organizada pela Academia de Artes e Ciências Cinematográficas.

## Elenco
- Delphine Seyrig
- Michel Lonsdale
- Mathieu Carrière
- Claude Mann
- Vernon Dobtcheff
- Didier Flamand
- Françoise Lebrun